# Georgina Bruni
Georgina Bruni (nombre de nacimiento Linda Naylor; 12 de enero de 1947 – 19 de enero de 2008) fue una ufóloga británica, conocida por su libro de investigación You Can't Tell the People donde investiga el Incidente ovni de Rendlesham Forest. Trabajó como organizadora de eventos de celebridades y como fundadora y editora en jefe de la revista en línea Hot Gossip.

## Biografía
Nacida como Linda Naylor, Bruni se formó como investigadora privada y posteriormente se convirtió en periodista de investigación en la década de los 80. Se especializó en la investigación y el reportaje sobre sectas y fenómenos paranormales. Según un obituario de su colega investigador de ovnis, Nick Pope, viajó extensamente y vivió en varias ocasiones en Jersey, Italia, Hong Kong y Estados Unidos, antes de establecerse en Londres en 1992. 
Murió de cáncer de ovario el 19 de enero de 2008.

### You Can't Tell the People
Bruni escribió un libro titulado You Can't Tell the People, un estudio del caso ovni más famoso del Reino Unido, el incidente del bosque de Rendlesham de diciembre de 1980. Fue publicado en tapa dura por Sidgwick & Jackson en noviembre de 2000 y en rústica por Pan Macmillan en noviembre de 2001. El título proviene de una cita que Bruni afirma haber pronunciado Margaret Thatcher, primera ministra en el momento de los sucesos de 1980: "¡Ovnis! Debes obtener información veraz y no se lo puedes decir a la gente".